# Pierik
De Pierik is een buurt in de Overijsselse plaats Zwolle. De buurt vormt een deel van de wijk Assendorp. De buurt is gebouwd in de jaren twintig.

## Geschiedenis
In 1928 werden de eerste 300 huizen gebouwd. Veel Zwollenaren menen dat de wijk is vernoemd naar aannemer Hendrik Pierik, die er veel huizen heeft gebouwd. Echter wordt er aangenomen dat de buurt zijn naam heeft te danken aan de boerderij De Pierik die er omstreeks 1825 stond, of aan het gelijknamige veld dat daar dicht bij lag. Aannemer Johannes Hendrikus Pierik (1888-1957) was in de jaren twintig begonnen met zijn activiteiten voor de bouw van de buurt.
Tot de jaren negentig waren er in de buurt ook een paar winkels te vinden, deze verdwenen echter na de opmars van supermarkten en andere bedrijven die zich vestigden in de nabijgelegen buurt Nieuw-Assendorp.

## Geboren in de Pierik
- Ron Jans; voetballer en voetbaltrainer
- Herman Brood; muzikant en kunstenaar

## Trivia
- De achternaam 'Pierik' is een typisch Zwolse naam.
- De voormalige ambachtsschool aan de Mimosastraat in de Pierik is sinds 1998 een rijksmonument.

Wijken: Aa-landen · Assendorp · Berkum · Binnenstad · Diezerpoort · Hanzeland · Holtenbroek · Ittersum · Kamperpoort-Veerallee · Marsweteringlanden · Poort van Zwolle · Schelle · Soestweteringlanden · Stadshagen · Vechtlanden · Westenholte · Wipstrik

Buurten: Aalanden-Midden · -Noord · -Oost · -Zuid · Bagijneweide · Berkum · Binnenstad-Noord · -Zuid · Bollebieste · Breecamp · Breezicht · Brinkhoek · De Tippe · Dieze-Centrum · Frankhuis · Gerenbroek · Gerenlanden · Geren · Haerst · Hanzeland · Harculo en Hoog-Zuthem · Herfte · Het Noorden · Hogenkamp · Holtenbroek I · II · III · IV · Indische Buurt · Ittersumerbroek · Ittersumerlanden · Kamperpoort  · Katerveer-Engelse Werk · Langenholte · Mastenbroek · Meppelerstraatweg-Zuid · Milligen · Nieuw-Assendorp · Noordereiland · Oldenelerbroek · Oldenelerlanden-Oost · -West · Oud-Assendorp · Oud-Westenholte · Oud Ittersum · Oud Schelle · Pierik · Schelle-Zuid en Oldeneel · Schellerbroek · Schellerhoek · Schellerlanden · Schildersbuurt · Schoonhorst · Spoolde · Stadsbroek · Stationsbuurt · Tolhuislanden · Veerallee · Veldhoek · Vreugderijk · Werkeren · Westenholte-Stins · Wezenlanden · Wijthmen · Windesheim · Wipstrik-Noord · -Zuid · Zwolle-Zuid

Bedrijventerreinen: Floresstraat · Hanzeland · Hessenpoort · Marslanden (-Noord · -Zuid) · Oosterenk · Voorst (Voorst-A · Voorst-B · Voorst-C) · Voorsterpoort · De Vrolijkheid